# Erebus obscurata
Erebus obscurata är en fjärilsart som beskrevs av Alfred Ernest Wileman 1923. Erebus obscurata ingår i släktet Erebus och familjen nattflyn. Inga underarter finns listade i Catalogue of Life.